# الصليخ الستمية

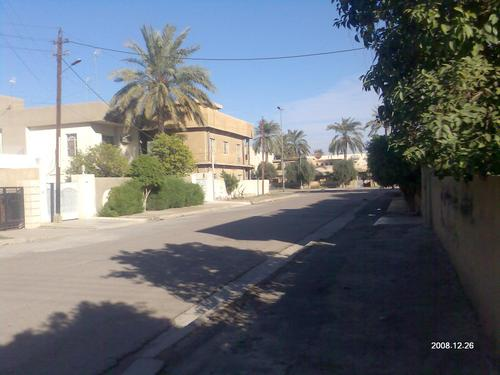
أحد شوارع منطقة الصليخ ال 600

الصليخ الستمية والصليخ ال600 وسابقاً كرود خليل باشا هي منطقة سكنية في قضاء الأعظمية شمال بغداد في صوب الرصافة وتُعد من أجمل مناطق بغداد. منطقة الستمية جزء من حي تونس وهي في مقاطعتين، الأولى مقاطعة سبع أبكار، والأخرى مقاطعة راغبة خاتون 22، وموقعها بين طريق محمد القاسم للمرور السريع وطريق القناة للمرور السريع اللذان يعتبر من أهم الطرق السريعة الطرق الرئيسة التي تربط شمال بغداد بجنوبها.
سميت بـ 600 نسبة إلى مساحات منازلها المتكونة بين 600 إلى 800 م2 ،وقسمت الأرضي فيها في عهد عبد الكريم قاسم.
منطقة الصليخ 600 تابعة إدارياً لقاطع الاعظمية وتعد من المناطق الراقية في بغداد. وتتميز هذه المنطقة بمساحات خضراء واسعة، وشوارع عريضة.
الصليخ: تصغير (صلخ) وهو نصف البئر الكروية التي تبنى على حافة دجلة وتسقى فيها البساتين والمزارع وكانت تسمى في العصر العباسي باسم «الشماسية» وهم خدم الكنائس مما يشير إلى كثرة الكنائس والأديرة سابقاً.
توجد في وسط المنطقة متنزه اسمه متنزه السويس الذي كان يستخدم عادةً مقراً عسكرياً في حروب الحكومة العراقية حتى عام 2003، وتجاور هذه المتنزه مدرسّة للبنين تسمى بـ إعدادية السويس التي تأسست قبل حولي أكثر من نصف قرن. وتحد بالمنطقة بساتين كثيرة اهما بستان كبير جداً والذي يملكه شخص يدعى إبراهيم اليهودي  حيث إن هذا البستان يعد من البساتين الكبيرة جدا في بغداد ويمتد من منطقة سبع ابكار مروراً بمنطقة حي تونس وينتهى في منطقة الشعب وفي عقد الثمانينات من القرن العشرين انشق هذا البستان إلى ثلاثة أجزاء بقرار حكومي لمقتضيات المصلحة العامة وذلك لإنشاء طريق محمد القاسم للمرور السريع الذي يربط شمال بغداد بجنوبها وطريق القناة للمرور السريع وهما من الطرق الرئيسة والمهمة في العاصمة بغداد.
الأحياء المجاورة للصليخ 600 هي الصليخ الجديد وحي تونس وسبع ابكار التابعة أيضاً للاعظمية. يفصل بين الصليخ الستمية وآفاق عربية بستان كبير والذي يمكلهُ إبراهيم اليهودي ويعد شارع ال 600 في الصليخ من الشوارع الرئيسة التي تربط طريق محمد القاسم للمرور السريع بخط سريع القناة.
يسكن أغلب اهالي المنطقة الطبقة الراقية أو الغنية من الأطباء والمهندسين والعسكريين والتجار والمقاولين والمثقفين.أهم ما يشتهر في المنطقة شارع ال 600 ومتنزه السويس وجسري الصليخ وجسر الستمية الذي يربطان المنطقة بالأعظمية.

## المدارس الموجودة في الصليخ
- 1.مدرسة الناصر الابتدائية.
- 2.مدرسة الصليخ الابتدائية.
- 3.مدرسة عائشة الابتدائية.
- 4.مدرسة المعري الابتدائية.
- 5.متوسطة بلال الحبشي للبنين
- 6.ثانوية الكرامة للبنات
- 7.اعدادية السويس للبنين
- 8.ثانوية كلية بغداد للبنين
- 9. متوسطة الفرزدق للبنين
- 10 مدرسة موسى بن نصير الابتدائية
- 11. مدرسة الانطلاق الابتدائية
- 12. ثانوية الإخاء المسائية
- 13. مدرسة مايس الابتدائية
- 14. روضة الخلود
- 15. روضة مايس
- 16.إعدادية الفارابي المهنية

## جوامع الصليخ ال600
- جامع الفرقان
- جامع الشهيد صبري
- جامع الحميد المجيد
- مسجد الامام جعفر الطيار
- جامع نجيب باشا.

## وصلات خارجية
خارطة الصليخ600 والاحياء المجاورة لها